# FC Hjørring
|  | Denne artikel omhandler klubben FC Hjørring. For at se klubben fra sommeren 2013 se Vendsyssel FF |
FC Hjørring (eller FCH) var en dansk fodboldklub fra den nordjyske by Hjørring. Klubben var en overbygning på Hjørring IF's førstehold i fodboldafdelingen i 1. division. Hjemmebanen var Hjørring Stadion. Klubben overtog Hjørring IF's spillelicens i forbindelse med etableringen.
Hjørring Gymnastikforening blev stiftet i 9. november 1886 og knap tre år senere, den 7. maj 1889 – blot 11 dage før DBU blev stiftet – blev Hjørring Kricketklub grundlagt. I 1892 besluttede de to klubber at slå sig sammen til Hjørring Fodboldklub.
Den 9. september 1919 blev Hjørring Fodboldklub og Hjørring Sportsklub slået sammen til Hjørring forenede Sportsklubber, som igen i 1921 blev til Hjørring Idrætsforening – Hjørring IF. Den 1. juli 2006 etablerede klubben overbygningen FC Hjørring, som siden har været navnet, klubben optræder under. I sommeren 2010 Rykkede FC Hjørring for første gang i klubbens historie op i 1. division. I maj 2013 meddelte DBU imidlertid, at FC Hjørring ikke ville få fornyet sin licens, hvorfor klubben for sæsonen 2013/14 tvangsnedrykkes til 2. division. Klubben ankede afgørelsen., og beslutningen blev senere omstødt.
Den 24. juni blev det meddelt at fra næste sæson skulle klubben indgå i et samarbejde med Frederikshavn fI og ændrede derfor navn til Vendsyssel FF.

## Ekstern kilde/henvisning
- FC Hjørrings officielle hjemmeside Arkiveret 9. februar 2012 hos  Wayback Machine